# Kyphiacris
Kyphiacris is een geslacht van rechtvleugeligen uit de familie veldsprinkhanen (Acrididae). De wetenschappelijke naam van dit geslacht is voor het eerst geldig gepubliceerd in 1978 door Carbonell & Descamps.

## Soorten
Het geslacht Kyphiacris omvat de volgende soorten:
- Kyphiacris andeana Carbonell & Descamps, 1978
- Kyphiacris torquata Giglio-Tos, 1898